# Metabolische Alkalose
Unter einer metabolischen Alkalose (auch nichtrespiratorische Alkalose) versteht man einen durch den Stoffwechsel (metabolisch) bedingten Anstieg des Blut-pH-Wertes über 7,43 (Alkalose).

## Ursachen
Generell werden Additions- von Subtraktionsalkalosen unterschieden.
Additionsalkalosen sind die Konsequenz einer Therapie mit basisch wirkenden Pharmaka, z. B. Natriumhydrogencarbonat.
Subtraktionsalkalosen werden häufig durch die Behandlung mit Schleifendiuretika ausgelöst. Bei Erbrechen oder Magendrainage (absondern von Mageninhalt) kann es durch den Verlust von (Wasserstoff- und Chloridionen der) Magensäure ebenfalls zu einer Subtraktionsalkalose kommen. Zu einem Verlust von Wasserstoffionen kommt es auch im Rahmen eines Hyperaldosteronismus.

## Physiologische Kompensationsmechanismen
Die Faustregel, dass metabolisch bedingte Entgleisungen des Säure-Basen-Haushaltes respiratorisch ausgeglichen werden und umgekehrt, führt im Fall der metabolischen Alkalose zu dem Problem der Hypoxie durch Hypoventilation. Zum respiratorischen Ausgleich ist eine Hypoventilation nötig, um den Kohlenstoffdioxid-Partialdruck in der Alveolarluft und im Blut zu erhöhen und so das Gleichgewicht des Kohlensäure-Bicarbonat-Systems (CO2 + H2O ↔ H2CO3 ↔ H+ + HCO3−) nach rechts zu verschieben. Dies führt zu einer „Ansäuerung“ des Blut-pH und so zur Kompensation der Alkalose.
Aufgrund des Sauerstoffbedarfs des Organismus ist eine Hypoventilation aber nur begrenzt möglich, so dass im Weiteren eine metabolische Alkalose durch Ausscheidung von Bikarbonat (Base) renal besser kompensiert ist.

## Symptomatik
Neben der oben genannten Hypoventilation als Kompensationsmechanismus treten häufig ventrikuläre Arrhythmien infolge der assoziierten Hypokaliämie auf. Das vorherrschende Extrazellulärvolumen-Defizit (bedingt durch den in der Niere stattfindenden Austausch von Na+- und K+- gegen H+-Ionen als weiterer Kompensationsmechanismus, wobei Na+ H2O mit sich zieht) manifestiert sich in Hypotonie und Schwäche. Neurologisch treten durch diese Elektrolytverschiebungen Parästhesien, Krämpfe bis hin zu Tetanie, Verwirrung und Sopor auf (da eine niedrige Na+-Konzentration im EZV anhaltende Depolarisationen hervorruft, welche aber durch den niedrigen K+-Spiegel über die Na+-K+-ATPase nicht rückgängig gemacht werden, sondern arretiert bleiben).

## Therapie
Therapeutisch steht die Korrektur der in der Regel starken Elektrolytstörung im Vordergrund. Bei ausgeprägter Alkalose wird auch Argininhydrochlorid intravenös verwendet. Über einen zentralen Katheter können auch kleine Mengen Salzsäure gegeben werden.
(Infusionstherapie)

## Einzelnachweis
1. ↑  Schmidt, Thewes (Hrsg.): Physiologie des Menschen. 25. korrigierte Auflage. Springer, Berlin Heidelberg 1993, ISBN 978-3-540-57104-9, S. 793.